# Louis Philibert Décombe
Louis Philibert Décombe, né le 22 mai 1873 à Lyon et mort le 24 juin 1957 à Paris 14e, est un physicien français.

## Distinctions
- Membre de la Société française de physique (1920)[2]

## Publications
- Louis Philibert Décombe, « Résonance multiple des oscillations électriques », Thèse de doctorat,‎ 1898
- Louis Philibert Décombe, La compressibilité des gaz réels, Gauthier-Villars, 1903
- Louis Philibert Décombe, La célérité des ébranlements de l'éther: L'énergie radiante, Gauthier-Villars, 1909
- E. H. Amagat et Louis Philibert Décombe, La statique des fluides, la liquéfaction des gaz et l'industrie du froid, Librairie polytechnique, Ch. Béranger, 1917
- Louis Philibert Décombe, E. H. Amagat et C. Chabrié, Encyclopédie de science chimique appliquée aux arts industriels., Ch. Béranger, 1920, « La statistique des fluides, la liquéfaction des gaz et l'industrie du froid. »